# Pavel Holub
Pavel Holub (* 22. července 1972) je bývalý český fotbalista, obránce. Ve své druhé ligové sezóně byl zároveň i sekretářem FC Petra Drnovice. Po skončení aktivní kariéry působí jako trenér.

## Fotbalová kariéra
V české lize hrál za FC Petra Drnovice. Nastoupil v 6 ligových utkáních.

## Ligová bilance
| Ročník                          | Zápasy | Góly | Klub              |
| ------------------------------- | ------ | ---- | ----------------- |
| 1. česká fotbalová liga 1996/97 | 1      | 0    | FC Petra Drnovice |
| Gambrinus liga 2001/02          | 5      | 0    | FC Petra Drnovice |
| CELKEM 1. liga                  | 6      | 0    |                   |